# 漆咸道

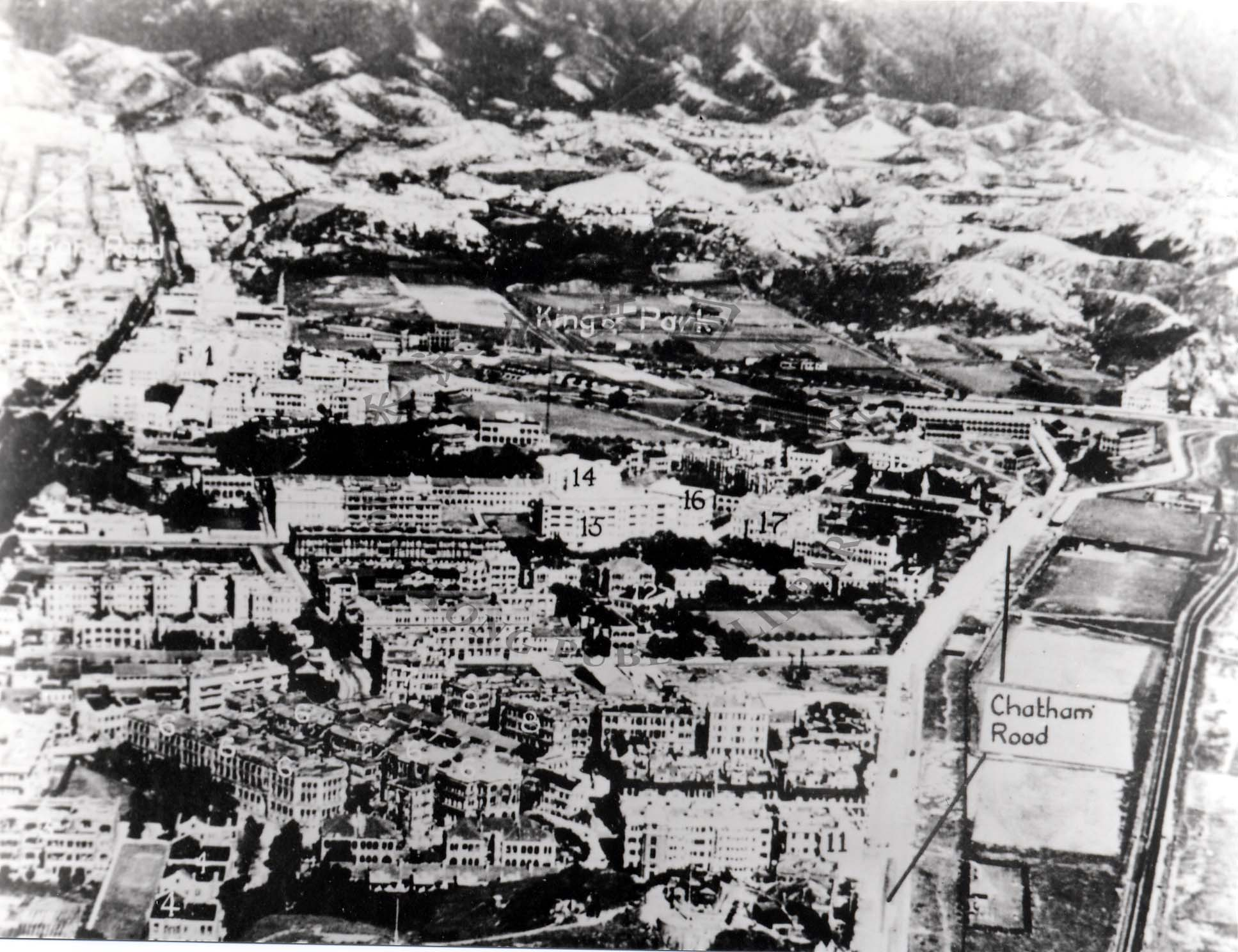
1930年代的尖沙咀、漆咸道

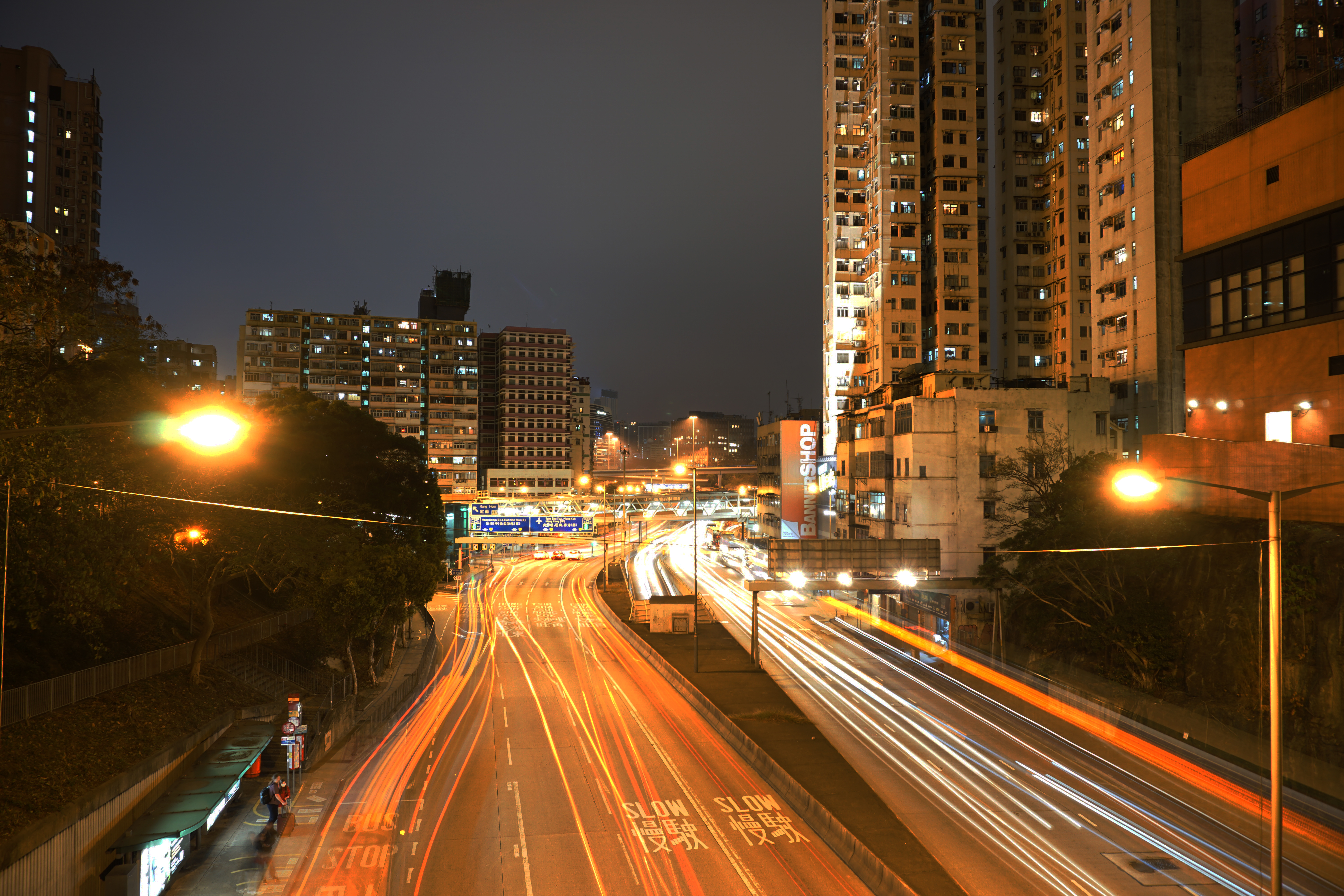
漆咸道北近何文田站及東九龍走廊

漆咸道（英語：Chatham Road）是香港九龍區的一條主要道路，分為漆咸道南（英語：Chatham Road South）及漆咸道北（英語：Chatham Road North）兩段。漆咸道以前由訊號山一帶連接到紅磡及老龍坑一帶，現時已延長至土瓜灣。延長段由於其地理位置，所以命名為漆咸道北，而原來的一段則更名為漆咸道南。
當中漆咸道南是一條南北走向的道路，南至梳士巴利道，北至加士居道、公主道及康莊道交界。而漆咸道北則由康莊道橋底向北伸延，連接馬頭圍道及東九龍走廊往九龍灣與觀塘。介乎加士居道至康莊道之間的漆咸道南，和介乎康莊道至東九龍走廊之間的漆咸道北是香港5號幹線的一部份，由於可經康莊道連接紅磡海底隧道前往香港島，加上來往東西九龍的車流，該段道路交通經常嚴重擠塞。

## 歷史
漆咸道於1888年落成，沿當時尚未填海的紅磡灣海旁興建，當時命名為德輔道。1890年，由於當時計劃將德輔道這個名稱則給予香港島區當時新建成的道路使用，於1909年3月以當時工務司漆咸為名改稱漆咸道。可能由於當時香港華人政府官員英語水平較低，在以譯音翻譯路名時，誤以為英語姓氏「Chatham」中的「h」是發音的，但正確讀音應為/ˈtʃæt.əm/，中文譯音應為「漆潭」，但香港政府並沒有像梳士巴利道般修正譯名，誤譯沿用至今。
漆咸道最初只是由梳士巴利道至加連威老道，1903年延長至天文台道，約1910年代已延至紅磡一帶。其後九龍半島由尖沙咀紅磡一帶向東發展，漆咸道延長至土瓜灣，形成現有模樣。
1910年至1975年期間，九廣鐵路英段是沿著漆咸道的南段行駛。九龍車站遷至紅磡灣新填海地後，原鐵路段已成為了市政局百週年紀念花園、香港歷史博物館及香港理工大學的一部份。當中一小段鐵路仍然存在，且現爲香港理工大學第八期（Z座）一部分，該範圍則劃由港鐵管理。而原鐵路段以東範圍在二十世紀八十年代形成當時香港最新的商業區，稱為尖沙咀東，故此漆咸道南亦被視為傳統尖沙咀及八十年代興起的尖東分界綫。

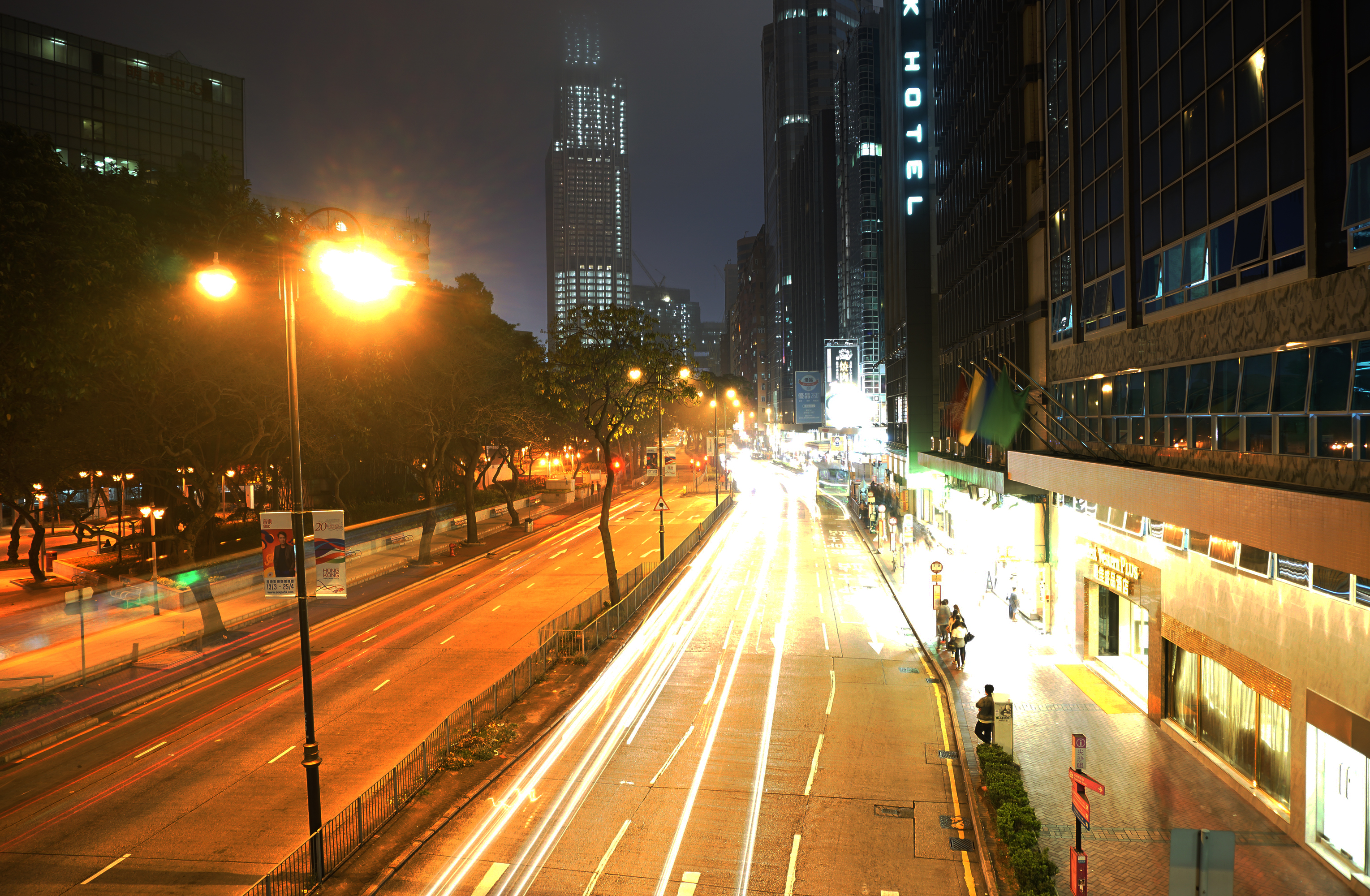
漆咸道南近香港百樂酒店
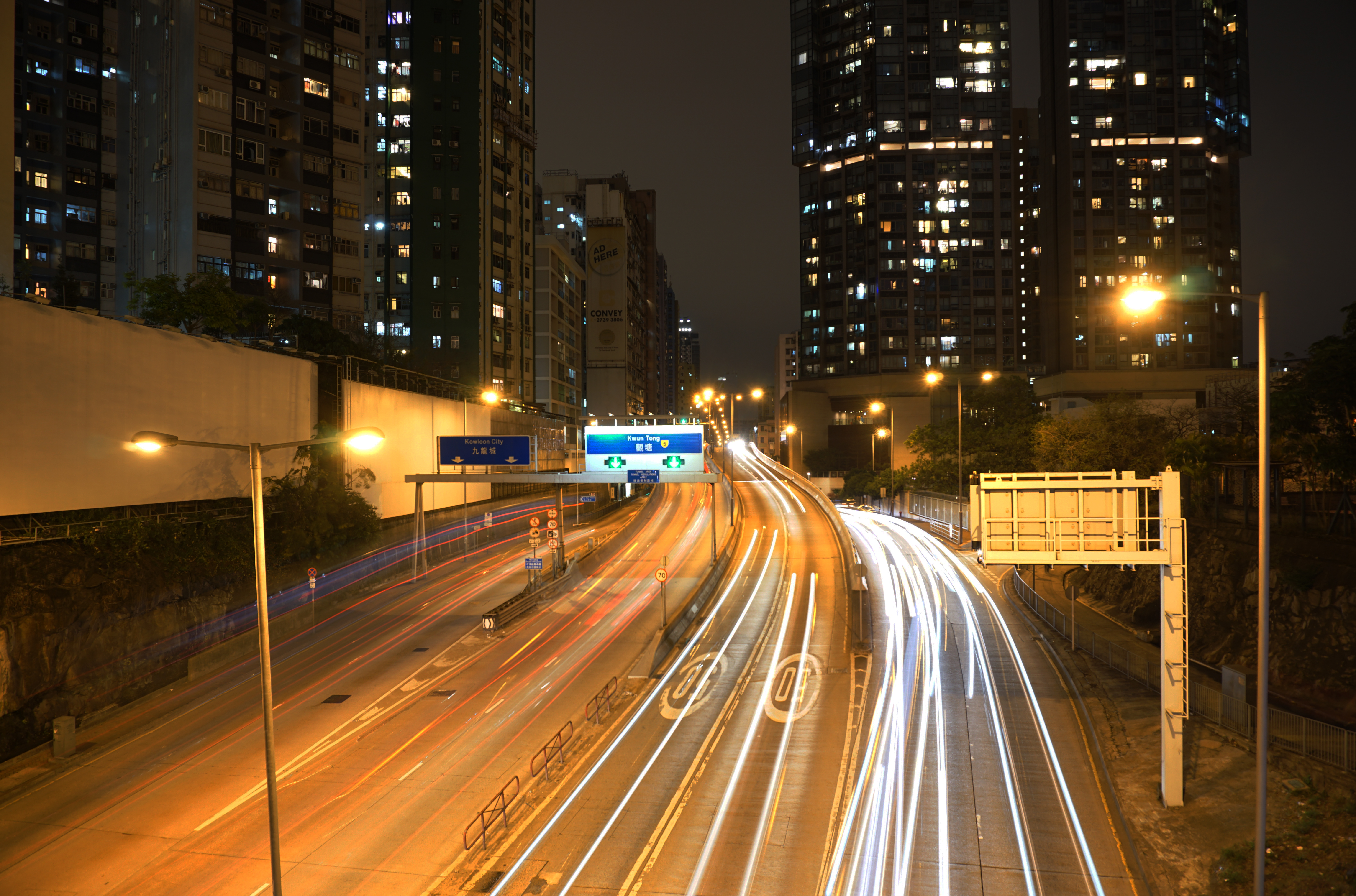
漆咸道北近昇御門
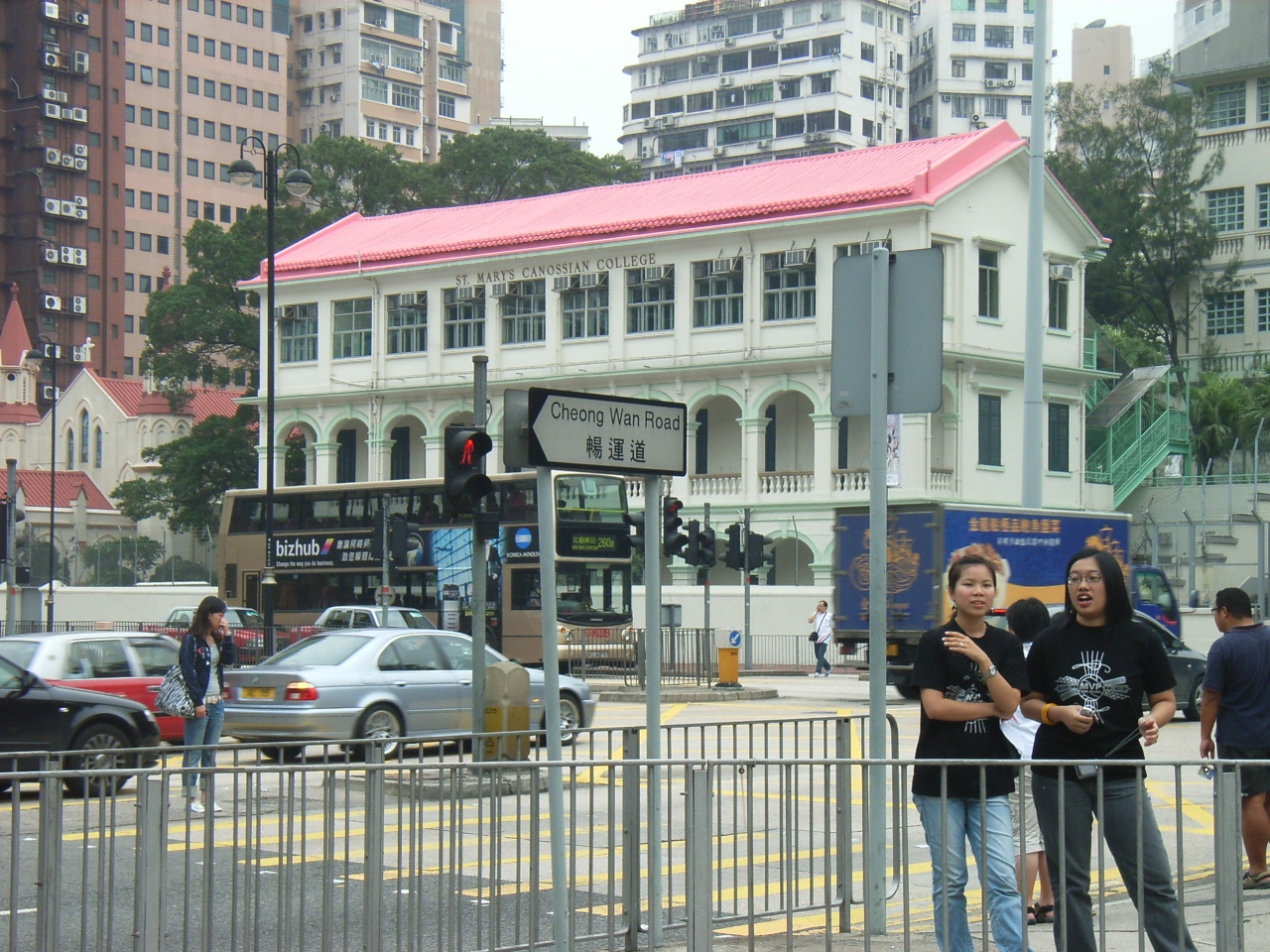
交通很繁忙的漆咸道與柯士甸道交界處，嘉諾撒聖瑪利書院

## 沿路著名地點
- 香港理工大學
- 市政局百週年紀念花園
- 香港歷史博物館（前漆咸道軍營）
- 香港科學館
- 槍會山軍營
- 嘉諾撒聖瑪利書院

## 交匯道路

### 漆咸道南
- 梳士巴利道
- 麼地道
- 赫德道
- 寶勒巷
- 金馬倫道
- 加連威老道
- 天文臺道
- 漆咸圍
- 柯士甸路
- 暢運道
- 柯士甸道
- 公主道

### 漆咸道北
- 紅磡繞道*
- 康莊道*
- 溫思勞街
- 華豐街
- 必嘉街
- 曲街
- 寶其利街
- 仁風街*
- 蕪湖街*
- 機利士南路*
- 平治街*
- 山谷道*
- 和衷街
- 北拱街
- 新圍街
- 新柳街
- 石塘街
- 山西街
- 江西街
- 馬頭圍道

(*屬5號幹線部分)